# Andreas Hinkel
Andreas Hinkel (ur. 26 marca 1982 w Backnang) – niemiecki piłkarz grający na pozycji prawego obrońcy, trener piłkarski.

## Życiorys

### Kariera klubowa
Jest wychowankiem VfB Stuttgart. W dzieciństwie trenował także w TSV Leutenbach.
W sezonie 1998/1999 wraz z VfB Stuttgart zdobył mistrzostwo Niemiec do lat 17. W 2000 roku dołączył do seniorskiego zespołu Stuttgartu. W Bundeslidze zadebiutował 18 lutego 2001 w przegranym 0:1 meczu z Herthą BSC.
1 lipca 2006 odszedł za 4 miliony euro do hiszpańskiej Sevilli FC. W Primera División zagrał po raz pierwszy 10 września 2006 w wygranym 3:1 meczu z Realem Sociedad. Grał w nim od 46. minuty, gdy zastąpił Daniego Alvesa. Ogółem w sezonie 2006/2007 wraz z klubem zanotował następujące osiągnięcia: Puchar UEFA, Superpuchar Europy UEFA i Puchar Króla.
Następnym klubem w jego karierze był szkocki Celtic F.C., do którego dołączył 4 stycznia 2008 za 2,6 miliona euro. Grał w nim przez 3 lata, sięgając po mistrzostwo (sezon 2007/2008) i puchar ligi (2008/2009).
Od 1 lipca do 6 października 2011 pozostawał bez klubu, po czym został piłkarzem SC Freiburg. Po sezonie 2011/2012 zakończył karierę piłkarską. Jego łączny bilans meczów ligowych to 163 mecze w Bundeslidze, 15 meczów w Primera División i 79 meczów w Scottish Premier League.

### Kariera reprezentacyjna
Reprezentował Niemcy w kadrach do lat 17, 20 i 21. W 1999 roku został powołany na mistrzostwa świata do lat 17, a 2 lata później na mistrzostwa świata do lat 20.
W seniorskiej reprezentacji zadebiutował 30 kwietnia 2003 w wygranym 1:0 towarzyskim meczu z Serbią i Czarnogórą. Do gry wszedł w 66. minucie, zmieniając Arne Friedricha. Był w kadrze Niemiec na Euro 2004 i Puchar Konfederacji 2005. Łącznie zagrał w 21 meczach kadry narodowej, po raz ostatni 2 czerwca 2009 ze Zjednoczonymi Emiratami Arabskimi.

### Kariera trenerska
W latach 2013–2019 był członkiem sztabów trenerskich kadr juniorskich, drużyny rezerw i pierwszej drużyny VfB Stuttgart. Od 1 stycznia 2017 do 30 czerwca 2018 był pierwszym trenerem drugiej drużyny. Od 14 października 2019 do 31 maja 2021 był asystentem Domenico Tedesco w rosyjskim Spartaku Moskwa, a od 9 grudnia 2021 do 7 września 2022 asystował temu szkoleniowcowi w RB Leipzig. 15 lutego 2023, w tej samej roli, dołączył wraz z Tedesco do sztabu szkoleniowego reprezentacji Belgii.